# Марчук Іван Іванович
Іван Іванович Марчук (1922, с. Козичанка, Київська губернія — 1986, м. Москва) — радянський дипломат, надзвичайний і повноважний посол.

## Біографія
Народився в Козичанці, де навчався у 1-2 класах місцевої школи. Через переїзди сім'ї навчався також у Брусилові, а десятий клас закінчив з відзнакою у місті Червоноармійську. У 1940 році вступив на філологічний факультет Київського державного університету імені Тараса Шевченка, де його застала війна. Продовжив навчання вже в місті Кзил-Орда, куди було евакуйовано університет.
Після закінчення навчання в 1944 році працював у Києві в радіокомітеті, звідки й був направлений на курси дипломатів до Москви. Член ВКП(б) . Кандидат історичних наук. На дипломатичній роботі з 1947 року.
- У 1947—1950 роках — співробітник центрального апарату МЗС СРСР.
- У 1950—1953 роках — співробітник Посольства СРСР у Фінляндії.
- У 1953—1954 роках — співробітник центрального апарату МЗС СРСР.
- У 1954—1958 роках — співробітник Посольства СРСР у Греції.
- У 1958—1959 роках — на відповідальній роботі в центральному апараті МЗС СРСР.
- У 1959—1962 роках — радник Посольства СРСР у Гвінеї.
- У 1962—1964 роках — заступник завідувача Відділу друку МЗС СРСР.
- З 10 липня 1964 по 1 липня 1967 — надзвичайний і повноважний посол СРСР в Бурунді[2] .
- У 1967—1970 роках — на відповідальній роботі в центральному апараті МЗС СРСР.
- З 12 травня 1970 по 4 лютого 1975 — надзвичайний і повноважний посол СРСР в Еквадорі[3] .
- У 1975—1977 роках — співробітник центрального апарату МЗС СРСР.
- З 24 листопада 1977 по 24 вересня 1979 — надзвичайний і повноважний посол СРСР в Чаді[4].
- З 24 вересня 1979 по 27 травня 1984 — надзвичайний і повноважний посол СРСР в Заїрі[5].
- У 1984—1986 роках — на відповідальній роботі в центральному апараті МЗС СРСР.

Вільно володів англійською та французькою мовами, його статті постійно друкувалися у періодичних виданнях Радянського Союзу.
Помер у Москві восени 1986 року від хвороби.